# C-12 (航空機)
C-12 ヒューロン
アメリカ空軍のC-12F
- 用途：軽輸送機
- 分類：輸送機
- 製造者：ホーカー・ビーチクラフト社
- 運用者

  -  アメリカ合衆国（空軍、陸軍、海兵隊、海軍）
  -  イスラエル（イスラエル空軍）
- 運用状況：現役
- ユニットコスト：600万ドル

ビーチ C-12 ヒューロン (Beech C-12 Huron) は、ターボプロップビジネス機キングエア200をアメリカ軍向けに改修した軽輸送機。現在はホーカー・ビーチクラフト社が販売を請け負っている。ベースとなったタイプに応じてサブタイプも多くあり、同じC-12でもC-12Sはキングエア350を、C-12Jはビーチクラフト 1900をベースにしたものとなっている。
キングエアは人員輸送、連絡用として適した機体であることからアメリカばかりでなく多くの国の軍で採用されているが、その大部分は民間型（民生用）として製造された機体であり、アメリカ以外でC-12を採用したのはイスラエルのみである。
なお、アメリカ空軍ではヒューロンの愛称を使用していない。また、電子偵察機型RC-12は搭載システムの名称からガードレール(Guardrail)とも呼ばれる。

## 配備
アメリカ海兵隊は1979年から1982年にアメリカ海軍が導入したUC-12B、66機のうち17機を受領し、アンドリューズの海兵隊総司令部やビューフォート、エルトロ、ユマ、ニューリバーといったアメリカ本国のMCAS（海兵隊航空基地）に配備した。これらの機体には数字の5とアルファベットを組み合わせたテールコードが与えられている。例えばアンドリューズは5A、ユマは5Y、エルトロは5Tである。
1986年にはエンジン改良型のUC-12F、12機をアメリカ海軍が調達したがうち4機は海兵隊に引き渡され、3機は岩国、1機はアンドリューズに配備された。
アメリカ空軍の運用例では2007年7月1日C-12J、3機が横田基地に到着、第459空輸飛行隊に配属され前任のC-21と交代し要人輸送の任務に就いている。
現在アメリカ空軍では4機のC-12Jを運用しており、3機は前述の横田基地、残りの1機はニューメキシコ州ホロマン空軍基地で運用されている。

## 派生型

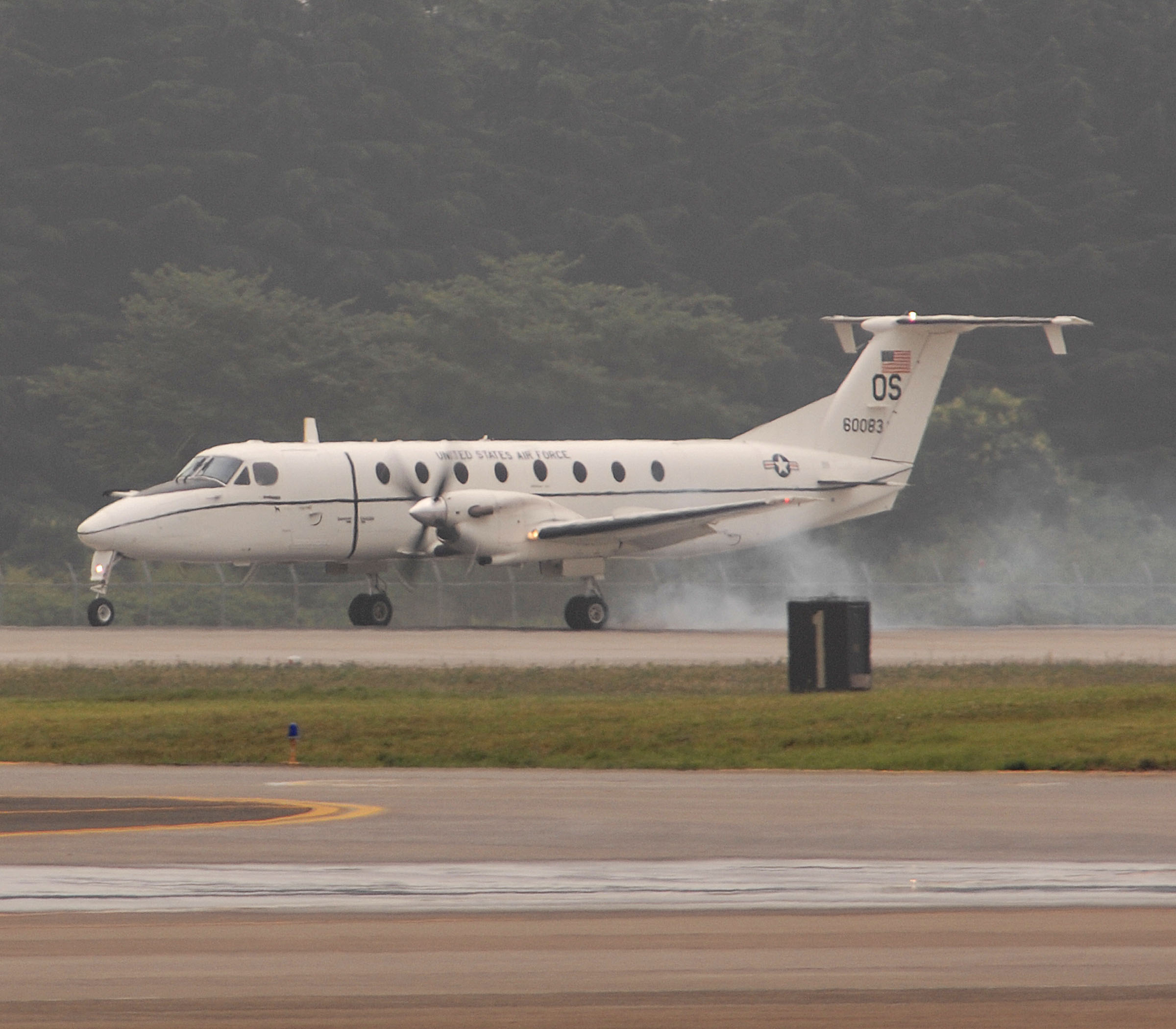
C-12J

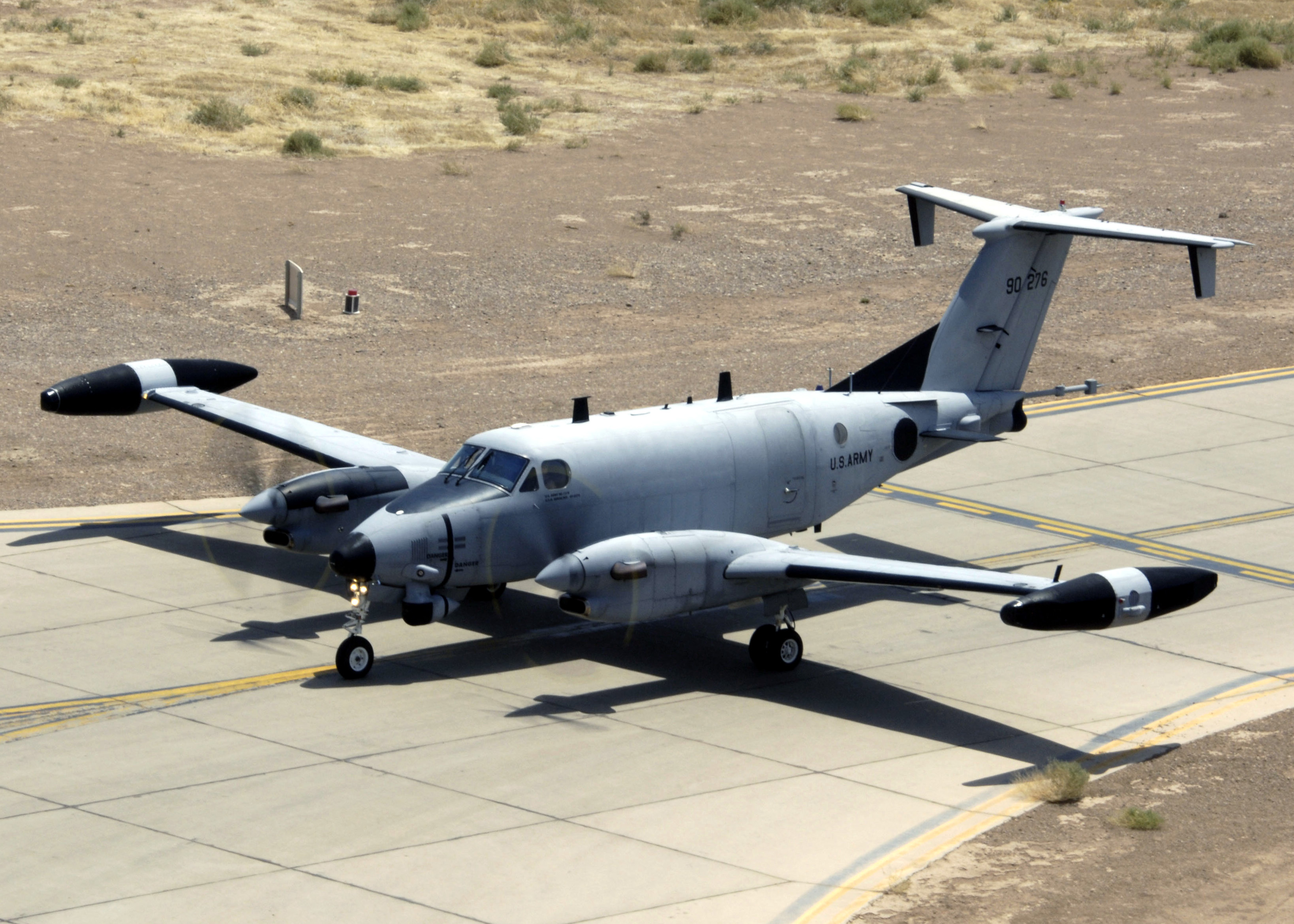
RC-12P

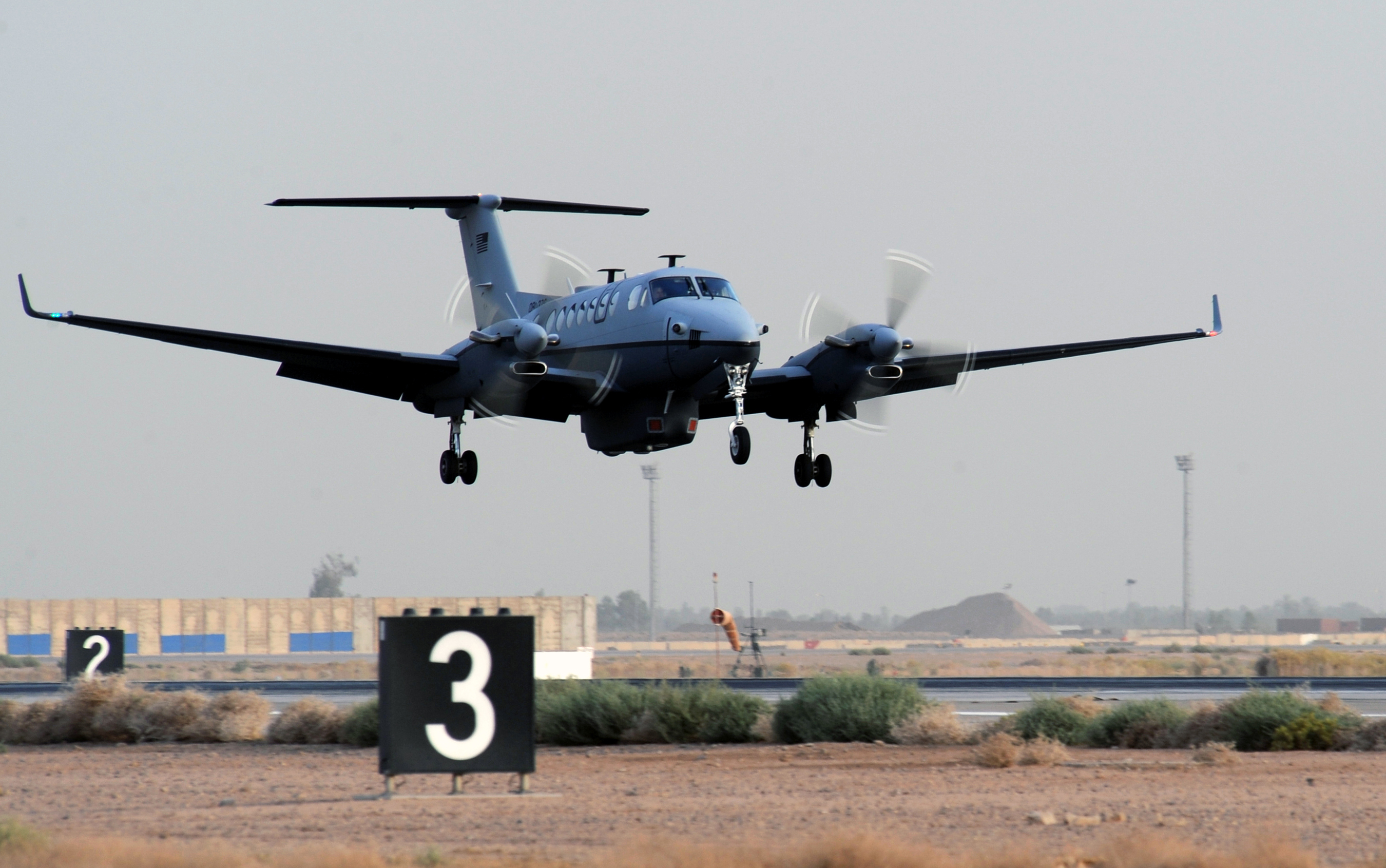
MC-12W リバティ

C-12A
アメリカ陸軍/空軍向けの汎用輸送機。エンジンはプラット・アンド・ホイットニー・カナダ PT6A-38だが、後にC-12Cとの共通性を確保するためPT6A-41に換装された。1975年7月に就役開始。

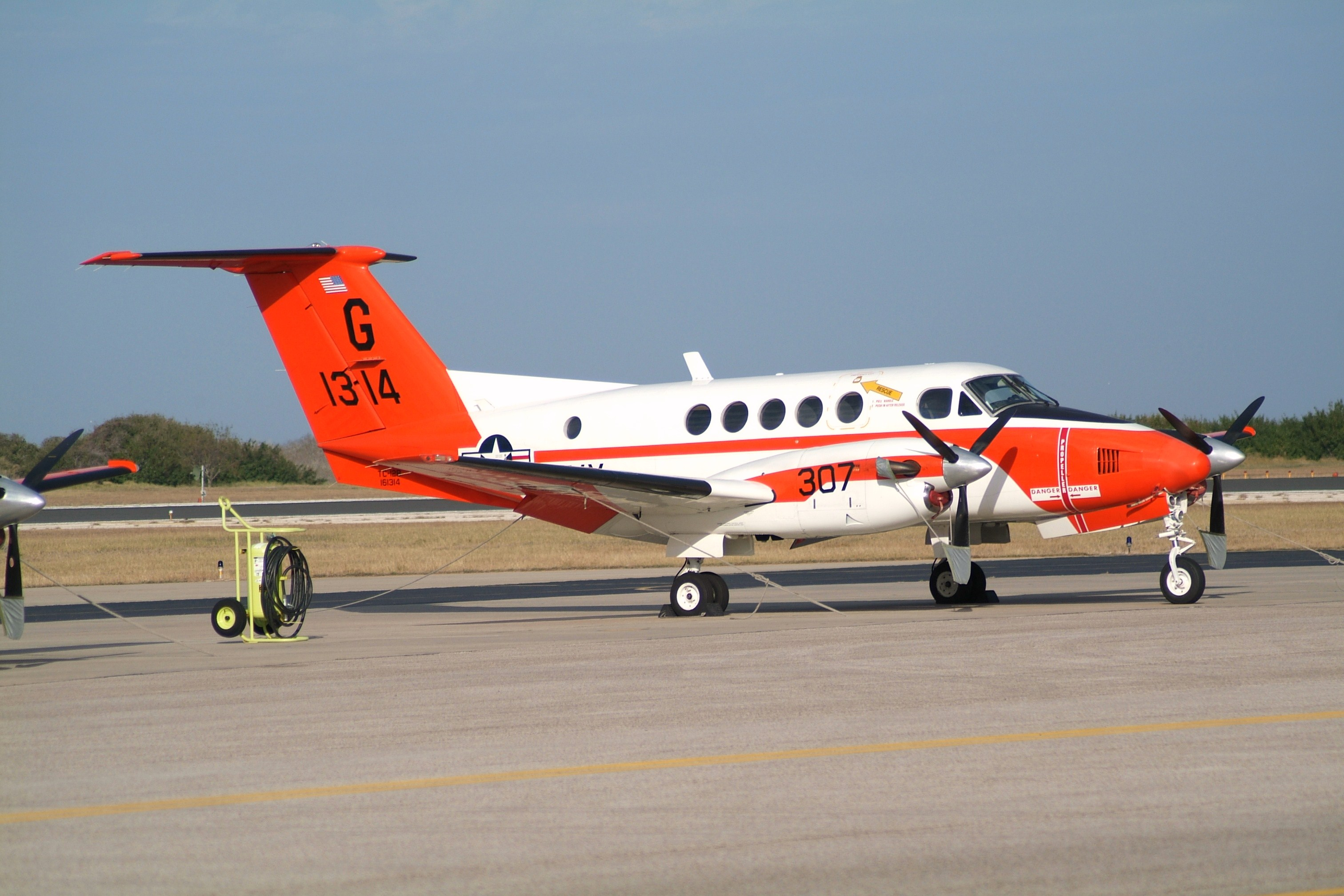
UC-12B
アメリカ海軍/海兵隊向け。PT6A-41エンジン、高圧タイヤ、貨物ドアを装備している。
TC-12B
UC-12Bの練習機型。
C-12C
C-12Aの改良型。PT6A-41エンジンを装備。
C-12D/UC-12D
C-12Cに高圧タイヤと貨物ドアを装備した機体で、主翼端燃料タンクも装備できる。C-12Dはアメリカ空軍向け、UC-12Dはアメリカ陸軍向け。
RC-12D
陸軍向けの特殊任務/通信情報収集機。イスラエルにも引き渡されている。
C-12E
PT6A-42エンジンに換装したアメリカ空軍のC-12A。
C-12F
1984年から引き渡されたアメリカ陸軍/空軍向けの機体。キングエアB200C相当。
UC-12F
C-12Fのアメリカ海軍向け。
RC-12F
太平洋ミサイル射場施設の監視用として使用できるよう改造されたUC-12F。
RC-12G
RC-12Dの改良型。低強度紛争以外の作戦の偵察任務用機器を追加装備。
RC-12H
RC-12Dの改良型。電子情報収集機器を追加装備。
C-12J
ビーチクラフト 1900Cをベースとした汎用輸送機型。
RC-12K
RC-12Dの改良型で、電子/通信情報収集の両方が実施可能になった。また、PT6A-67エンジンに換装され最大離陸重量が増加。イスラエルにも引き渡されている。
C-12L
当初U-21シリーズの1タイプとされていた電子偵察機型RU-21Jを汎用輸送機に転換した型。
UC-12M
仕様の共通化が行われたUC-12B/F。一部は太平洋ミサイル試験センターの安全監視機として改修され、RC-12Mとなった。
RC-12N
RC-12Kの派生型で、EFISや改良型の電子機器制御システムを装備。
RC-12P
RC-12Nとほぼ同様のシステムを搭載しているが、改良型データリンクが採用されるなどの改良が行われている。
RC-12Q
直接航空衛星中継能力を付加したRC-12P。
C-12R
アメリカ陸軍予備役部隊及び州航空隊向けの汎用輸送機で、EFISを装備。キングエアB200C相当。
C-12S
キングエア350をベースにしたアメリカ陸軍向け汎用輸送機。
C-12T/U
アメリカ陸軍のC-12Fの改修型で、コックピット機器を改善。
C-12V
C-12Rのコックピットをグラスコックピット化した機体。
MC-12W リバティ
キングエア350をベースにしたISR（諜報/監視/偵察）機型。
UC-12W
キングエア350をベースにしたアメリカ海軍向け汎用輸送機。